# Кула-Атлагич
Кула-Атлагич (хорв. Kula Atlagić) — населений пункт у Хорватії, у Задарській жупанії у складі міста Бенковаць.

## Населення
Населення за даними перепису 2011 року становило 184 осіб.
Динаміка чисельності населення поселення:

## Клімат
Середня річна температура становить 13,62 °C, середня максимальна – 27,97 °C, а середня мінімальна – 0,16 °C. Середня річна кількість опадів – 901 мм.
| Клімат поселення                              | Клімат поселення | Клімат поселення | Клімат поселення | Клімат поселення | Клімат поселення | Клімат поселення | Клімат поселення | Клімат поселення | Клімат поселення | Клімат поселення | Клімат поселення | Клімат поселення | Клімат поселення |
| Показник                                      | Січ.             | Лют.             | Бер.             | Квіт.            | Трав.            | Черв.            | Лип.             | Серп.            | Вер.             | Жовт.            | Лист.            | Груд.            |                  |
| Середній максимум, °C                         | 9,93             | 10,54            | 13,26            | 16,51            | 21,48            | 25,28            | 27,97            | 27,52            | 23,32            | 18,90            | 13,48            | 10,68            |                  |
| Середня температура, °C                       | 5,04             | 5,65             | 8,36             | 11,63            | 16,58            | 20,40            | 23,63            | 23,18            | 18,96            | 14,55            | 9,14             | 6,34             |                  |
| Середній мінімум, °C                          | 0,16             | 0,76             | 3,49             | 6,74             | 11,72            | 15,52            | 19,28            | 18,82            | 14,63            | 10,22            | 4,78             | 2,00             |                  |
| Норма опадів, мм                              | 74               | 67               | 71               | 78               | 67               | 60               | 36               | 52               | 93               | 102              | 109              | 92               |                  |
| Середньомісячна швидкість вітру, м/с          | 2.73             | 2.85             | 3.01             | 2.90             | 2.54             | 2.32             | 2.34             | 2.22             | 2.43             | 2.56             | 3.04             | 3.00             |                  |
| Середньомісячна сонячна радіація, кДж/м²·день | 5107             | 7824             | 11440            | 16112            | 20191            | 22493            | 24209            | 21181            | 15661            | 9948             | 5491             | 4378             |                  |
| --------------------------------------------- | ---------------- | ---------------- | ---------------- | ---------------- | ---------------- | ---------------- | ---------------- | ---------------- | ---------------- | ---------------- | ---------------- | ---------------- | ---------------- |
| Джерело:                                      |                  |                  |                  |                  |                  |                  |                  |                  |                  |                  |                  |                  |                  |